# Azov (hajó)
Az Azov (cirill betűkkel:  Азов) az Orosz Haditengerészet 775M típusú (NATO-kódja: Ropucha III class) nagy partraszállító hajója. A 151-es hadrendi jelzésű hajó a Fekete-tengeri Flotta 30. felszíni hadihajó-hadosztályának 197. deszanthajó dandárjának kötelékébe tartozik, honi kikötője Szevasztopol. 2024. március 23-án ukrán robotrepülőgép-támadás érte Szevasztopolban.

## Története
Építése 1988. november 22-én kezdődött Gdanskban az Északi Hajógyárban (Stocznia Północna ) az osztály 26. egységeként. Ez volt a 775-ös típus harmadik, modernizált sroozatánk első tagja. 1989. április 19-én bocsátották vízre.
2024. március 23-án a szevasztopoli kikötőben álló hajót a Jamal partraszállító hajvóal együtt az Ukrán Légierő Storm Shadow robotrepülőgépekkel megsemmisítette.